# FFH-Gebiet Niehuuser Tunneltal und Krusau mit angrenzenden Flächen

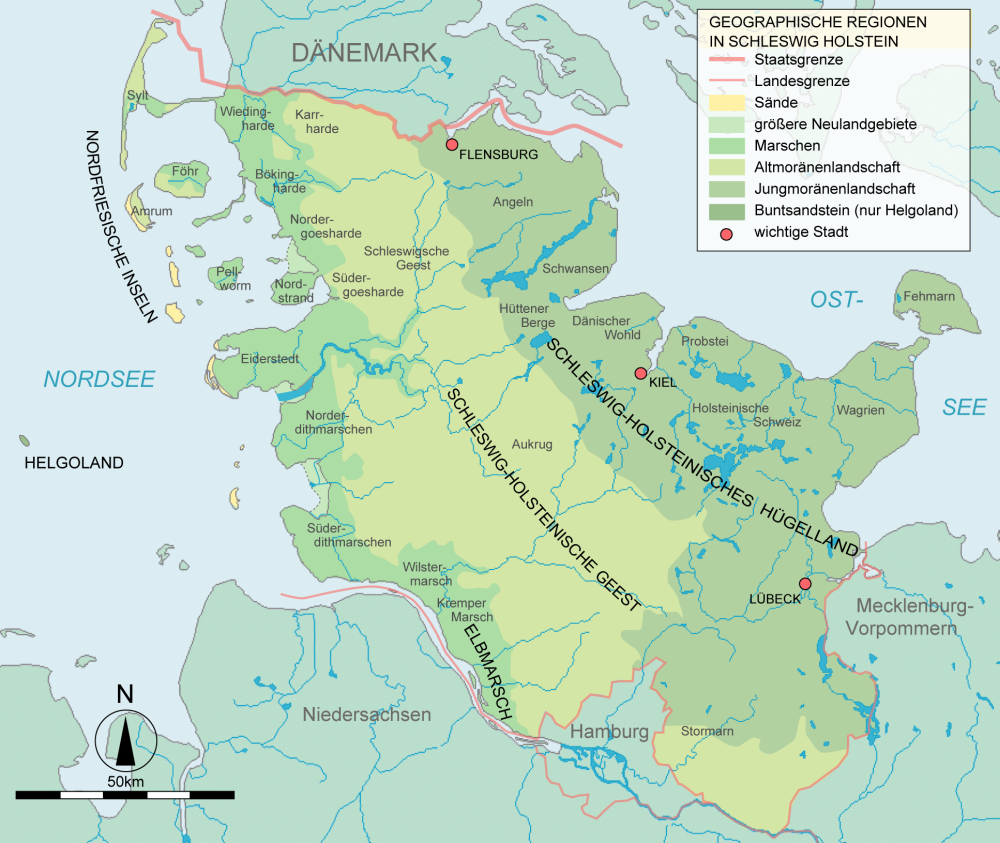

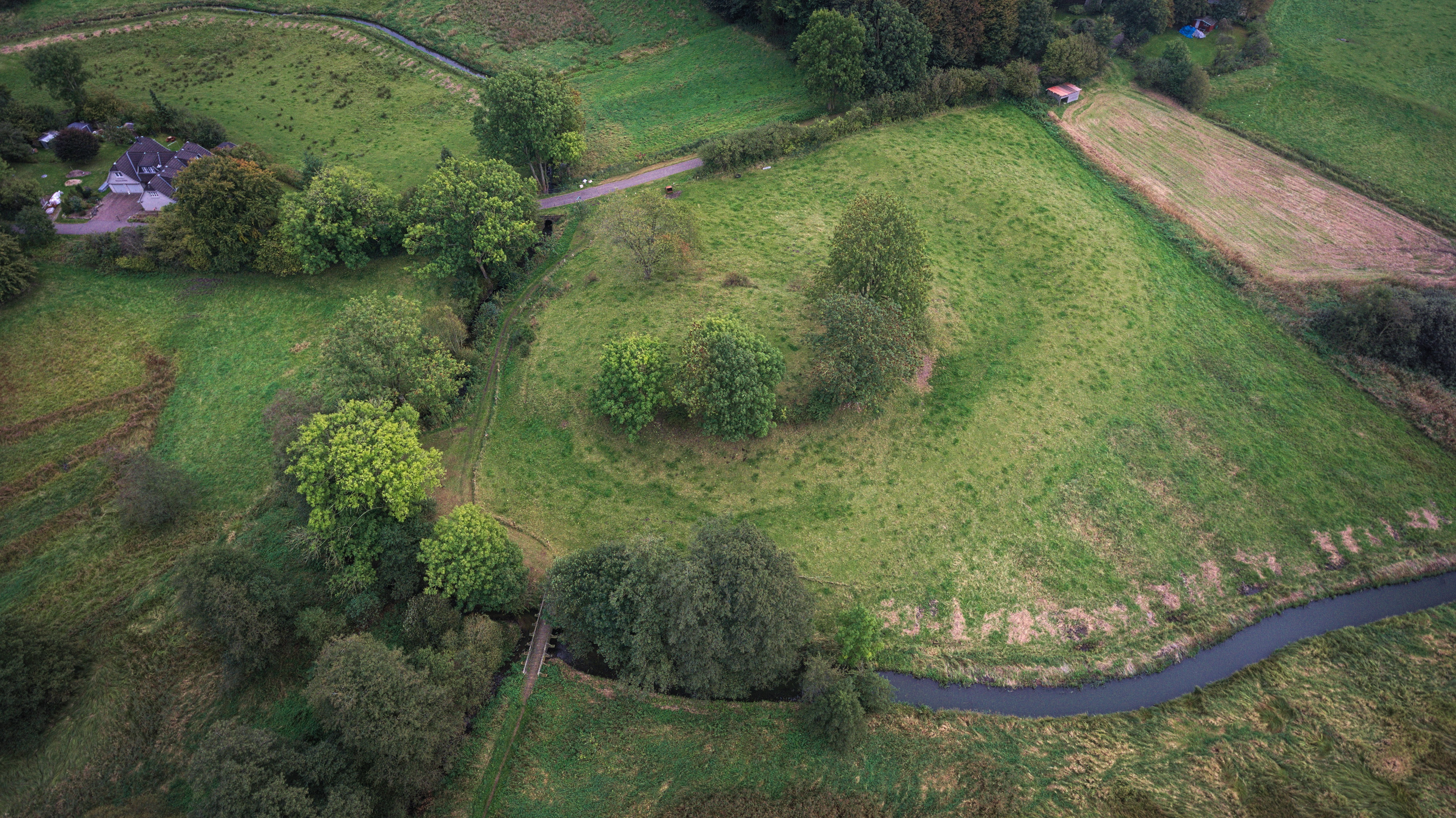
Niehuus Burgstelle

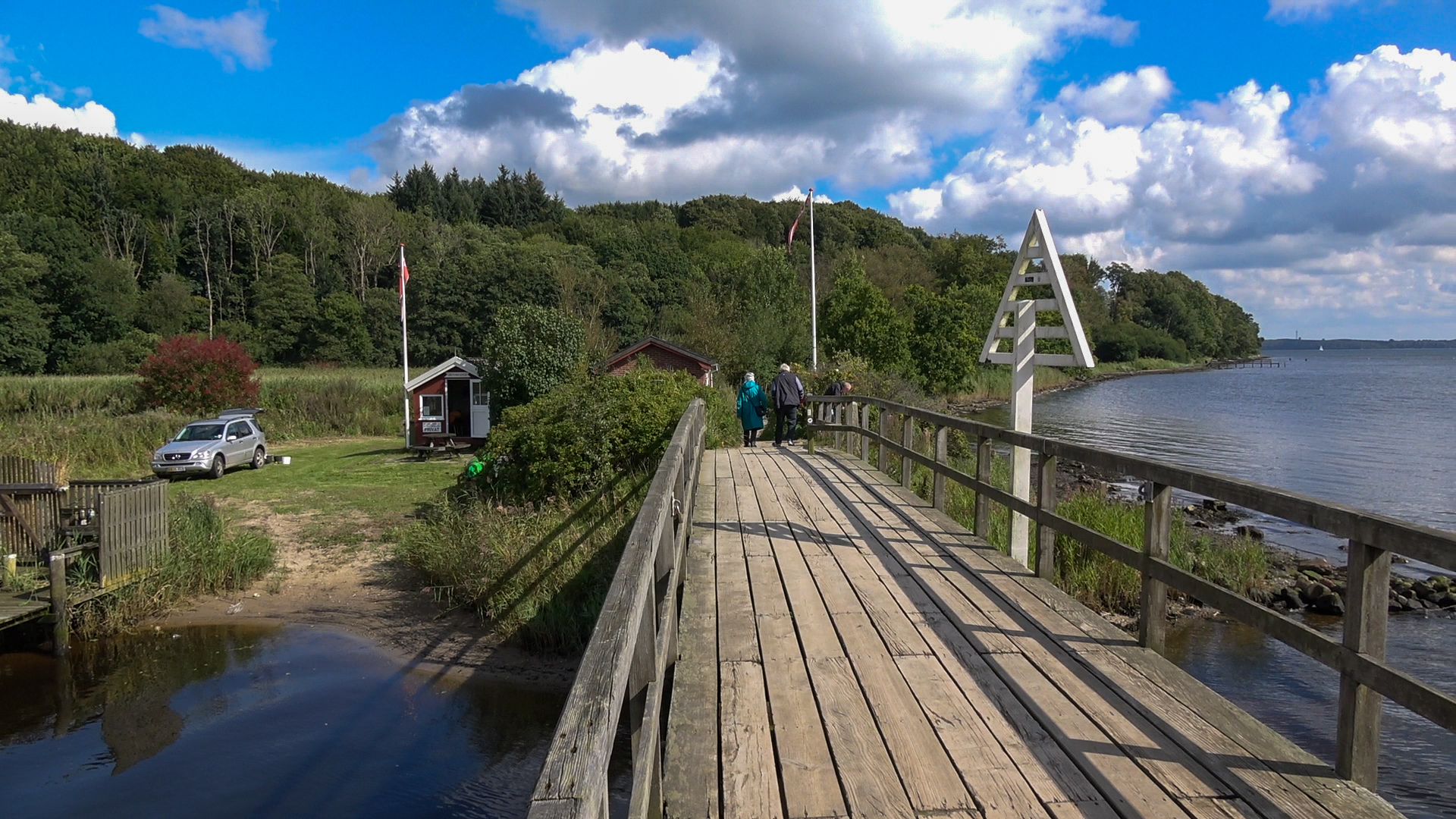
Mündung der Krusau in die Flensburger Förde

Das FFH-Gebiet Niehuuser Tunneltal und Krusau mit angrenzenden Flächen ist ein NATURA 2000 Schutzgebiet in Schleswig-Holstein im Kreis Schleswig-Flensburg in der Gemeinde Harrislee. Es ist Teil des Naturraums Ostschleswiger Hügelland in der Landschaft Angeln. Es hat eine Fläche von 137 ha und seine größte Ausdehnung von ca. 3,6 km in nordöstlicher Richtung. Der höchste Punkt mit 45 m liegt an der Quelle vom Exebach, der tiefste an der Mündung der Krusau auf Meereshöhe. Es grenzt im Osten, Westen und Norden an das Königreich Dänemark. Es besteht aus zwei ca. 1,2 km entfernten Teilgebieten. Das östliche Teilgebiet wird noch einmal durch die Wohnbebauung des Ortsteils Kupfermühle in einen nördlichen und einen südlichen Teil getrennt. Die Grenze im Osten und Norden stimmt mit der Bundesgrenze zu Dänemark überein, im Süden bildet die Wohnbebauung des Ortsteils Wassersleben die Grenze. Im Westen reicht es nicht ganz an die autobahnähnlich ausgebaute Bundesstraße B 199 heran. Die Grenze des westlichen Teilgebietes stimmt bis auf eine kleine Grünlandfläche im Norden und Westen ebenfalls mit der Bundesgrenze zu Dänemark überein. Die Süd- und Westgrenze richtet sich nach den Zuschnitten der betroffenen Flurflächen. Geologisch gehört das FFH-Gebiet zum Schleswig-Holsteinischen Hügelland, das durch die letzten Eiszeiten entscheidend geformt wurde. Dies gilt insbesondere für das Niehuuser Tunneltal, wie im Geländemodell zu sehen. Die Schmelzwässer eines eiszeitlichen Gletschers haben unter dem Eispanzer ein Tal wie ein nach Süden offenes Hufeisen geformt, das im Südosten, am östlichsten Punkt des FFH-Gebietes, am Grenzübergang Schusterkate die Flensburger Förde erreicht. Durch das Tunneltal fließt die Krusau vom dänischen Padborg kommend an der Landesgrenze entlang in den Niehuussee. Westlich vom Ortsteil Niehuus verlässt die Krusau (dän. Kruså) als Grenzfluss den Niehuussee, umfließt den 10 m höher gelegenen Schlossberg, um dann ein Feuchtgebiet auf deutscher Seite zu durchqueren. Danach wird sie auf 450 m Länge wieder zum Grenzfluss, um danach im dänischen Krusau (dän. Kruså) in den Mühlenteich (dän. Møllesøen) zu fließen. Sie verlässt den Mühlenteich durch das Mühlengebäude und wendet sich gen Süden, um nach ca. 700 m wieder in Kupfermühle die Grenze zu Deutschland zu passieren. Nach ca. 900 m wird sie wieder Grenzfluss bis zur Mündung in die Flensburger Förde. Nördlich von Niehuus befindet sich der Rest einer Burgstelle. Es handelt sich um die mittelalterliche Turmhügelburg „Niehuus“ (Objektnummer:aKD-ALSH-Nr. 004 049). Das Niehuuser Tunneltal war in den Jahren 2004 bis 2005 unter dem Namen „Projekt Krusau Tunneltal“ ein grenzüberschreitendes INTERREG III A-Förderprojekt mit einem Budget von 1.199.444 €, das zu 50 % aus EU-Mitteln gefördert wurde. Projektpartner waren von deutscher Seite die Stiftung Naturschutz Schleswig-Holstein und die Gemeinde Harrislee sowie von dänischer Seite das Amt Sønderjylland. Die an den Wanderwegen aufgestellten Themenschilder weisen noch auf dieses Projekt hin. Mit Mitteln des Projektes wurden unter anderem die Kleingewässer im Grünland am Niehuussee zur Ansiedlung von Amphibien und die Fischtreppe in der Kupfermühle finanziert.

## FFH-Gebietsgeschichte und Naturschutzumgebung

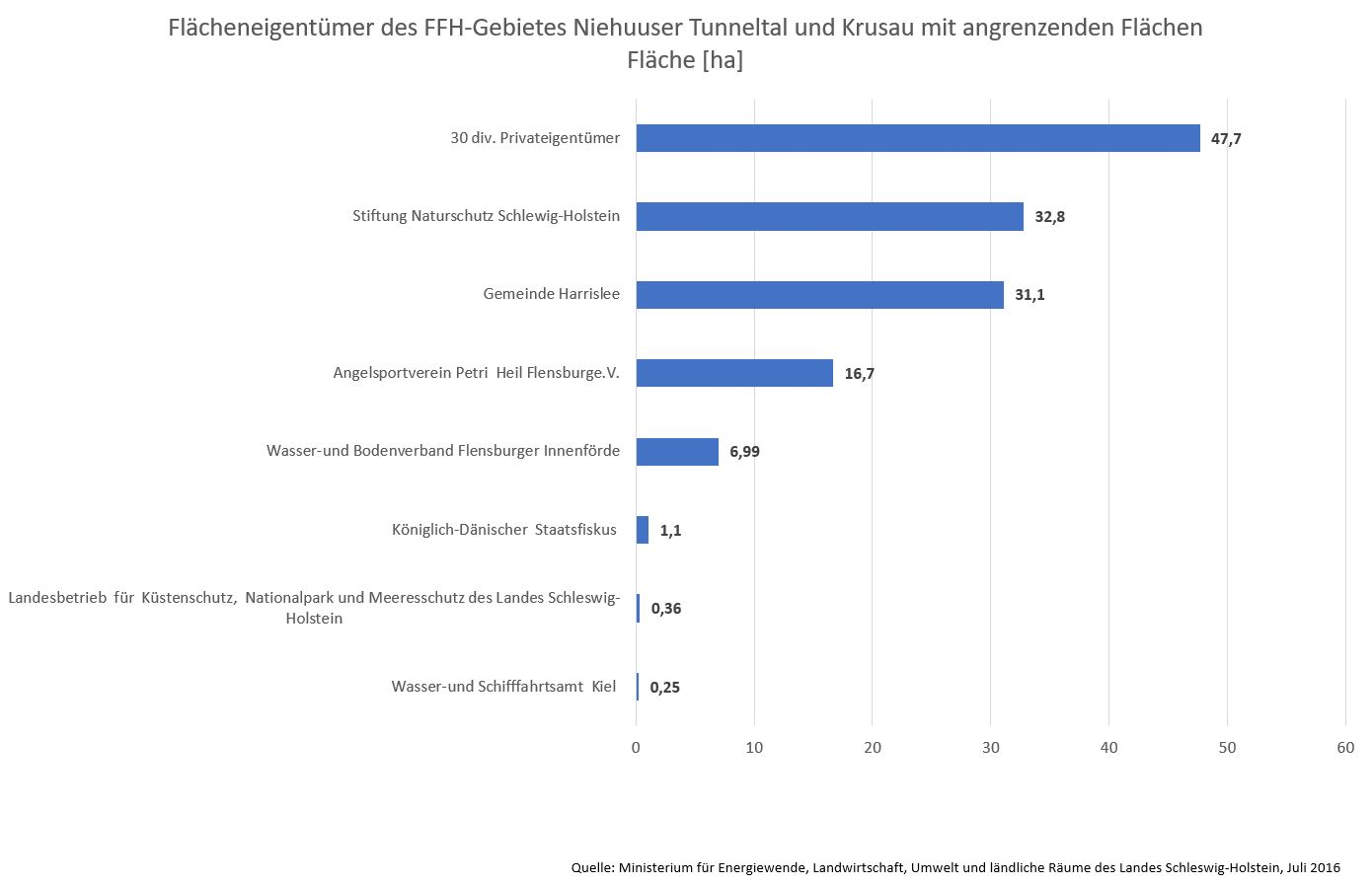
Diagramm 1: Eigentümer

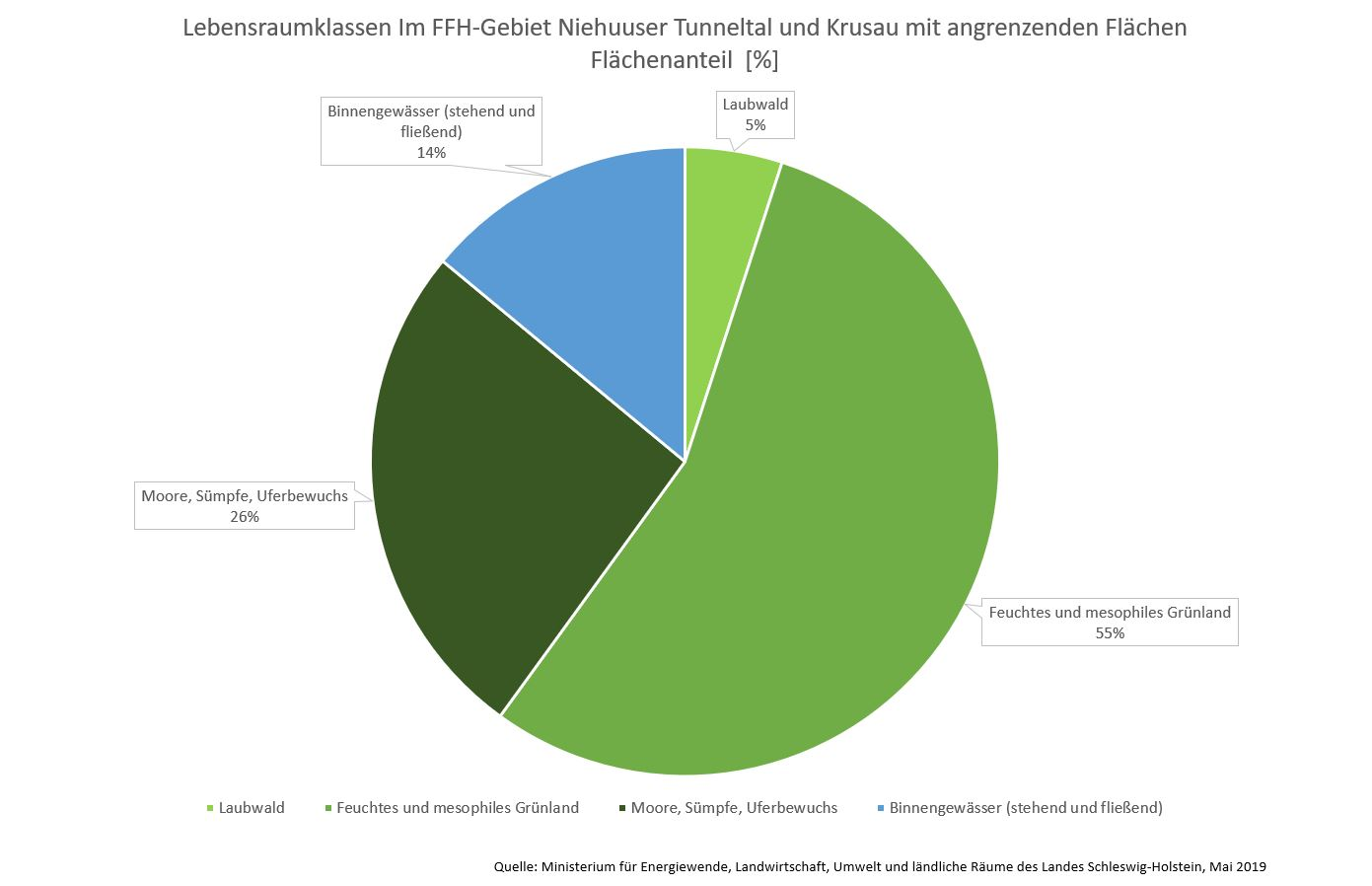
Diagramm 2: Lebensraumklassen

Der NATURA 2000-Standard-Datenbogen für dieses FFH-Gebiet wurde im Juni 2004 vom Landesamt für Landwirtschaft, Umwelt und ländliche Räume (LLUR) des Landes Schleswig-Holstein erstellt, im September 2004 als Gebiet von gemeinschaftlicher Bedeutung (GGB) vorgeschlagen, im November 2007 von der EU als GGB bestätigt und im Januar 2010 national nach § 32 Absatz 2 bis 4 BNatSchG in Verbindung mit § 23 LNatSchG als besonderes Erhaltungsgebiet (BEG) bestätigt. Das FFH-Gebiet ist Teil des Landschaftsschutzgebietes „Kupfermühle-Niehuus“, das am 31. März 1967 per Kreisverordnung eingerichtet wurde. 900 m südlich der Mündung der Krusau beginnt das große FFH-Gebiet Küstenbereiche der Flensburger Förde von Flensburg bis Geltinger Birk. Die Krusau ist ein in Teilen noch natürlich verlaufendes Fließgewässer. Die Wasserschutzbehörden von Dänemark und Deutschland erarbeiten in einer gemeinsamen Kommission grenzüberschreitende Schutzkonzepte. So ist die Krusau seit einigen Jahren durch den Bau von Fischtreppen an den beiden Wassermühlen in Krusau und Kupfermühle von der Mündung bis zu den Quellbächen als Laichgebiet für Fische wieder durchgängig. Das FFH-Gebiet ist durch eine Reihe von Wander- und Radwegen touristisch erschlossen. Überregional bedeutende Wanderwege, wie der historische Ochsenweg mit der Pilgerroute und auf dänischer Seite der Gendarmstien, der von der Nordsee bis zur Ostsee an der Landesgrenze verläuft, sowie der Ostseeküsten-Radweg von Kopenhagen nach Danzig durchqueren das Gebiet. Für das nahezu 100.000 Einwohner zählende Flensburg ist es ein bedeutendes Naherholungsgebiet. 83 % der FFH-Fläche ist im Privatbesitz. Die restlichen 17 % verteilen sich auf mehrere institutionelle Eigentümer, siehe auch Diagramm 1. Über die Hälfte der Fläche im FFH-Gebiet besteht aus feuchtem und mesophilem Grünland, siehe auch Diagramm 2.

## FFH-Erhaltungsgegenstand

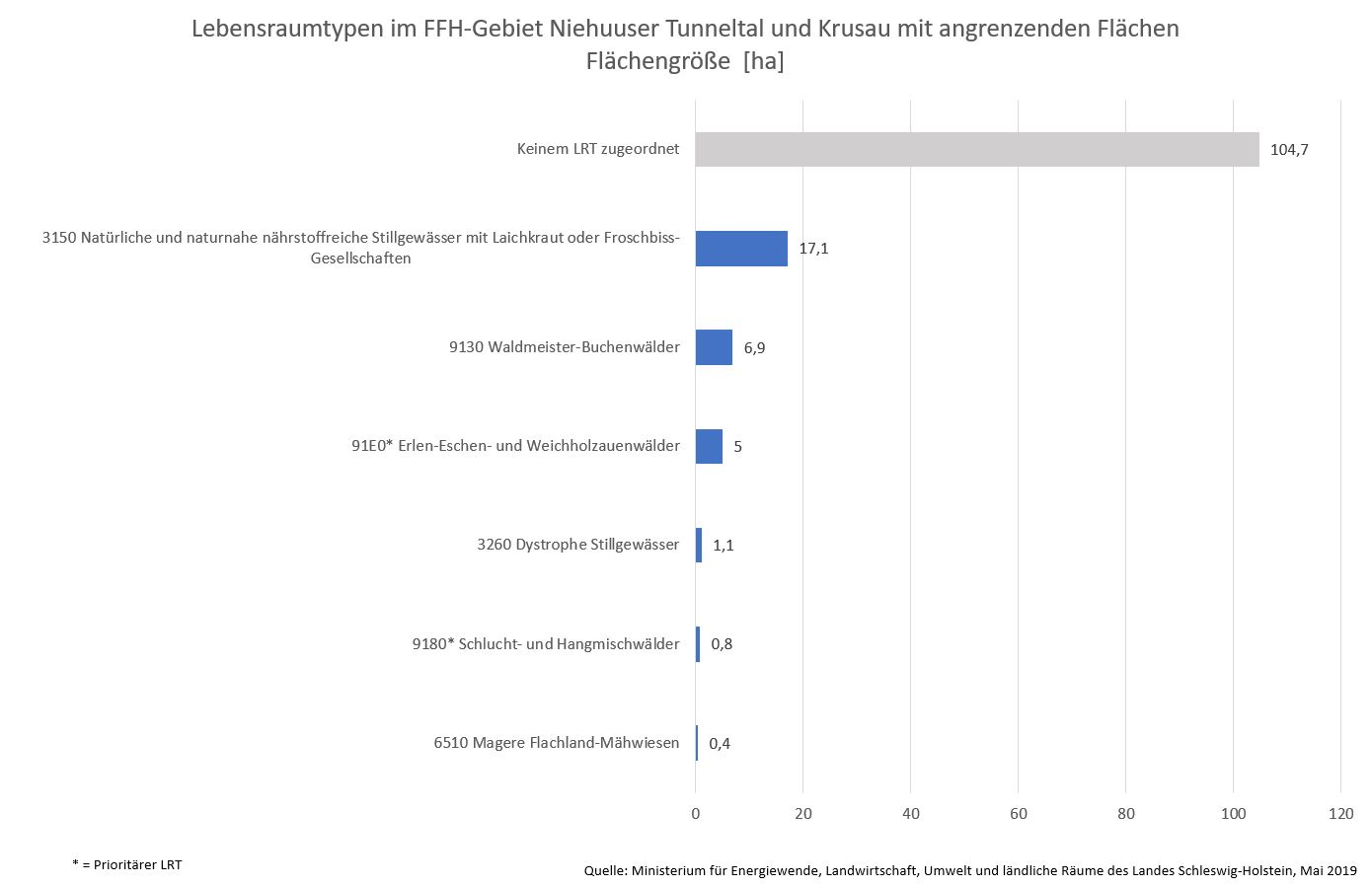
Diagramm 3: Lebensraumtypen

Verglichen mit anderen FFH-Gebieten ist der Anteil der kartierten Lebensraumtypen nach Anhang I FFH-Richtlinie mit knapp 23 % gering, siehe auch Diagramm 3. Folgende Lebensraumtypen wurden der EU-Umweltbehörde laut Standard-Datenbogen im Mai 2019 gemeldet:
- 3150 Natürliche und naturnahe nährstoffreiche Stillgewässer mit Laichkraut oder Froschbiss-Gesellschaften (Gesamtbeurteilung C)[12]
- 3260 Fließgewässer mit flutender Wasservegetation (Gesamtbeurteilung C)[13]
- 6510 Magere Flachland-Mähwiesen (Gesamtbeurteilung C)[14]
- 9130 Waldmeister-Buchenwälder (Gesamtbeurteilung C)[15]
- 9180* Schlucht- und Hangmischwälder (Gesamtbeurteilung C)[16]
- 91E0* Erlen-Eschen- und Weichholzauenwälder (Gesamtbeurteilung C)[17]

Bei den mit * gekennzeichneten Lebensraumtypen handelt es sich um prioritäre Lebensraumtypen.
Als FFH-Art nach Anhang II und IV FFH-Richtlinie wurde nur die Bauchige Windelschnecke gemeldet:
- 1016 Bauchige Windelschnecke (Gesamtbeurteilung C)[18]

## FFH-Erhaltungsziele
Als Lebensraumtypen und Arten von besonderer Bedeutung wurden von den gemeldeten FFH-Erhaltungsgegenständen und Arten folgende als FFH-Erhaltungsziele erklärt:
- 3150 Natürliche und naturnahe nährstoffreiche Stillgewässer mit Laichkraut oder Froschbiss-Gesellschaften
- 3260 Fließgewässer mit flutender Wasservegetation
- 9180* Schlucht- und Hangmischwälder
- 91E0* Erlen-Eschen- und Weichholzauenwälder
- 1016 Bauchige Windelschnecke

Als Lebensraumtypen und Arten von Bedeutung wurden von den gemeldeten FFH-Erhaltungsgegenständen und Arten folgende als FFH-Erhaltungsziele erklärt:
- 9130 Waldmeister-Buchenwälder

## FFH-Analyse und Bewertung
Das Kapitel Analyse und Bewertung beschäftigt sich unter anderem mit der Entstehungsgeschichte, der Geologie, der Archäologie, der Hydrologie und den aktuellen Gegebenheiten des FFH-Gebietes. Die Ergebnisse fließen in den FFH-Maßnahmenkatalog ein.

## FFH-Maßnahmenkatalog
Aus der Analyse und Bewertung wurde ein umfangreicher Maßnahmenkatalog erarbeitet, der auch die bereits durchgeführten Maßnahmen beschreibt. Parallel wurde eine Karte mit den betroffenen Gebietsteilen für die bereits durchgeführten Maßnahmen, die notwendigen Maßnahmen und die weitergehenden Maßnahmen erstellt.

## FFH-Erfolgskontrolle und Monitoring der Maßnahmen
In Schleswig-Holstein wird alle sechs Jahre stichprobenartig die Umsetzung der Maßnahmen überprüft. Die Erstkartierung des FFH-Gebietes wurde im Jahre 2005 durchgeführt. Eine Folgekartierung der Lebensraum- und Biotoptypen fand in den Jahren 2007 bis 2012 statt. Im Jahre 2011 wurde hierüber ein erster Monitoringbericht erstellt. Die Folgekartierung bestätigt im Wesentlichen die Erstkartierung. Lediglich bei der Zuordnung der Grünlandflächen, der Landröhrichte, Niedermoore und Sümpfe, sowie der ruderalen Gras- und Staudenflur im Teilgebiet Niehuussee waren die beiden ausführenden Firmen unterschiedlicher Ansicht. Als negativ wurde eine Zunahme des Intensivgrünlandes zu Lasten des „mesophilen Dauergrünlandes frischer bis mäßig feuchter Standorte“ beobachtet. Die Angaben über die Lebensraumtypen des aktuellen Standard-Datenbogens vom Mai 2019 stimmen mit den Angaben der Folgekartierung aus 2010 fast überein. Lediglich der Lebensraumtyp „9180* Schlucht- und Hangmischwälder“ wird dort nicht mehr aufgeführt. Dies ist auch in den Karten aus 2010 zu entnehmen. Zum Erhalt der Kerb- und Bachtäler wird die Anlage von Pufferzonen durch extensiv genutzte Dauergrünstreifen zur Minimierung des Nährstoffeintrages dringend empfohlen, da diese auch für die Verbesserung des Gewässerzustands im Niehuussee und Krusau unabdingbar sind.

## Bildergalerie Teilgebiet Niehussee

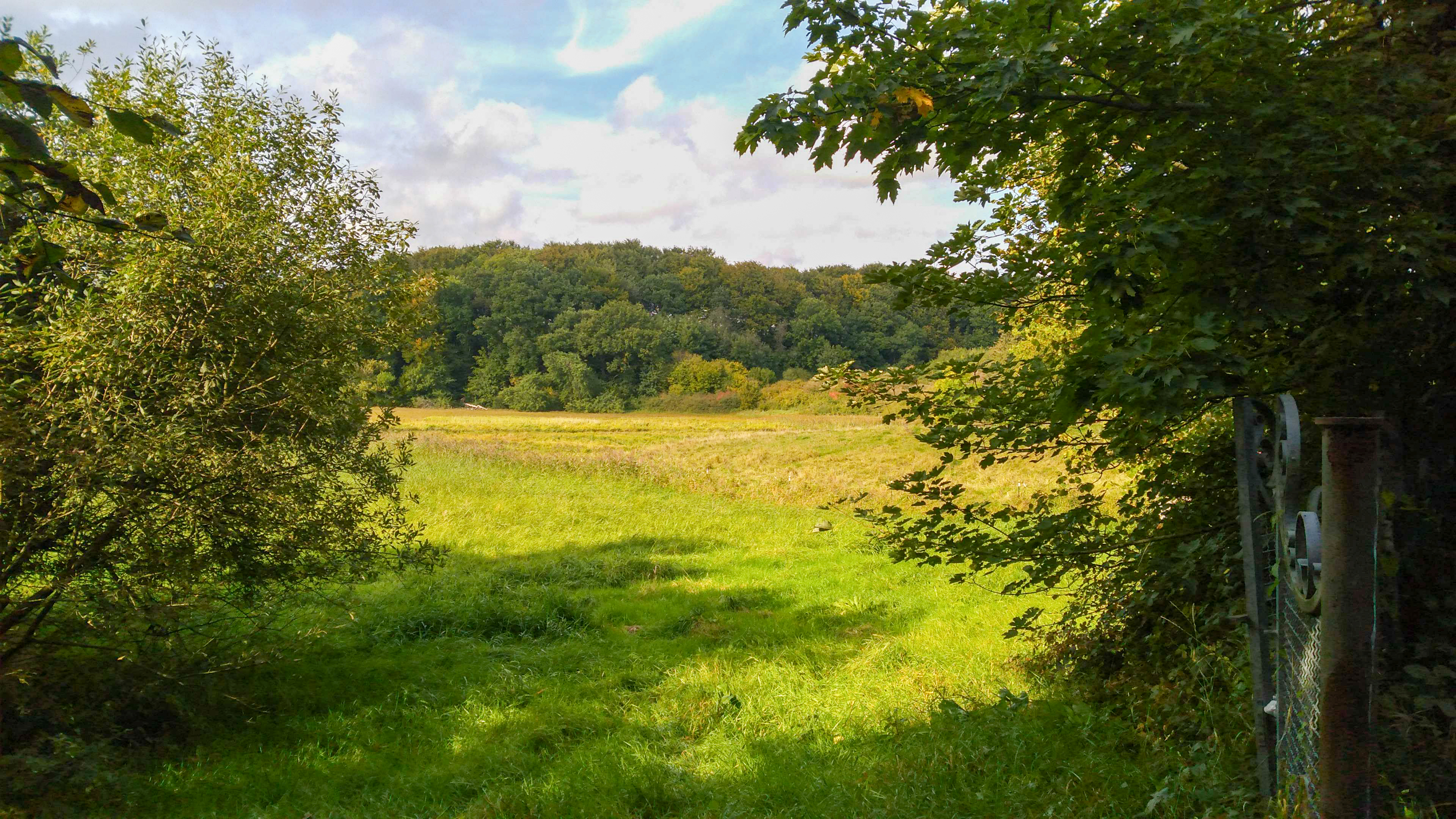
Krusauniederung bei Niehuus
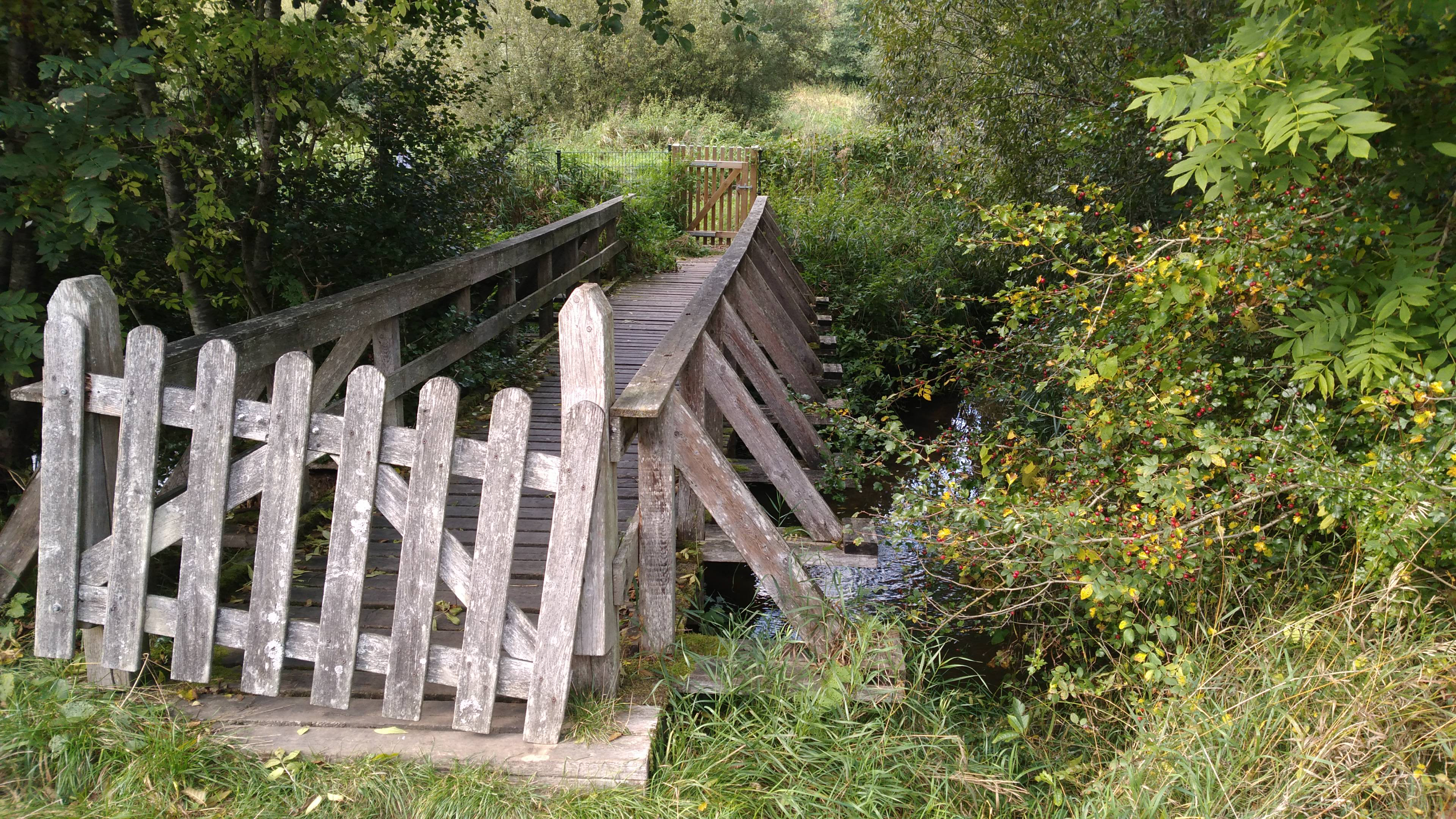
Brücke über den Grenzfluss Krusau bei Niehuus
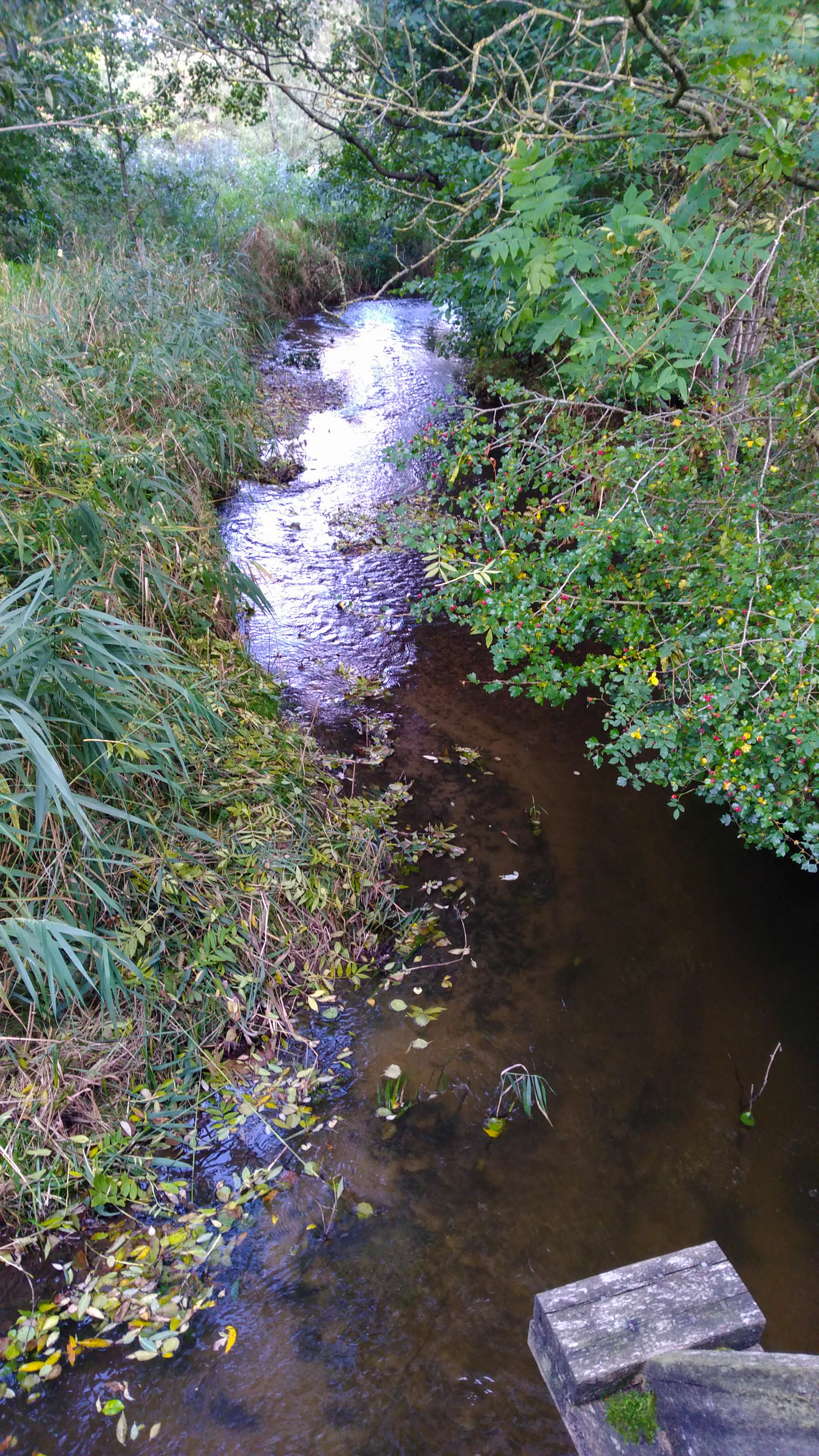
Krusau als Grenzfluss bei Niehuus
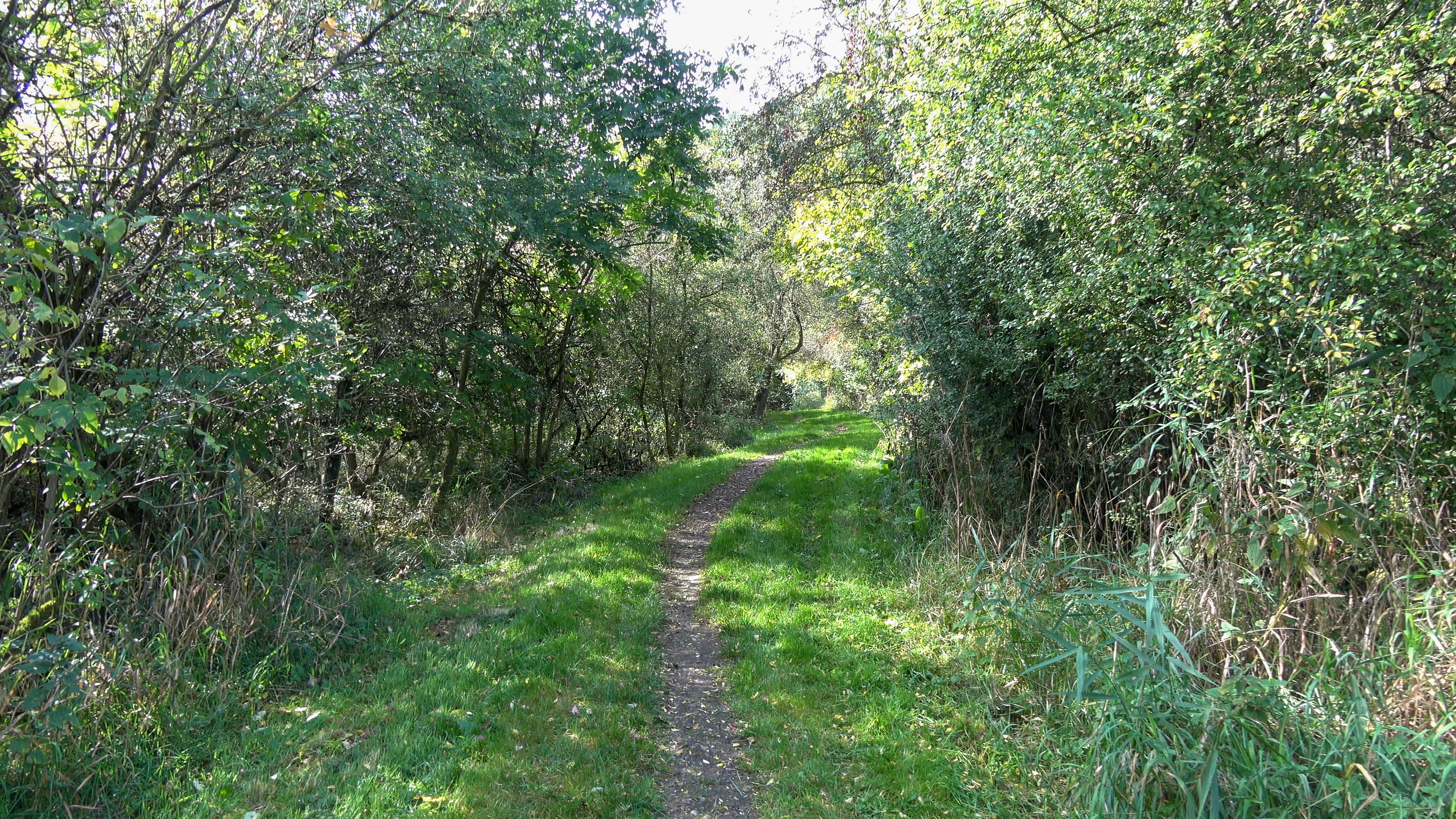
Gendarmstien am Krusauufer bei Niehuus
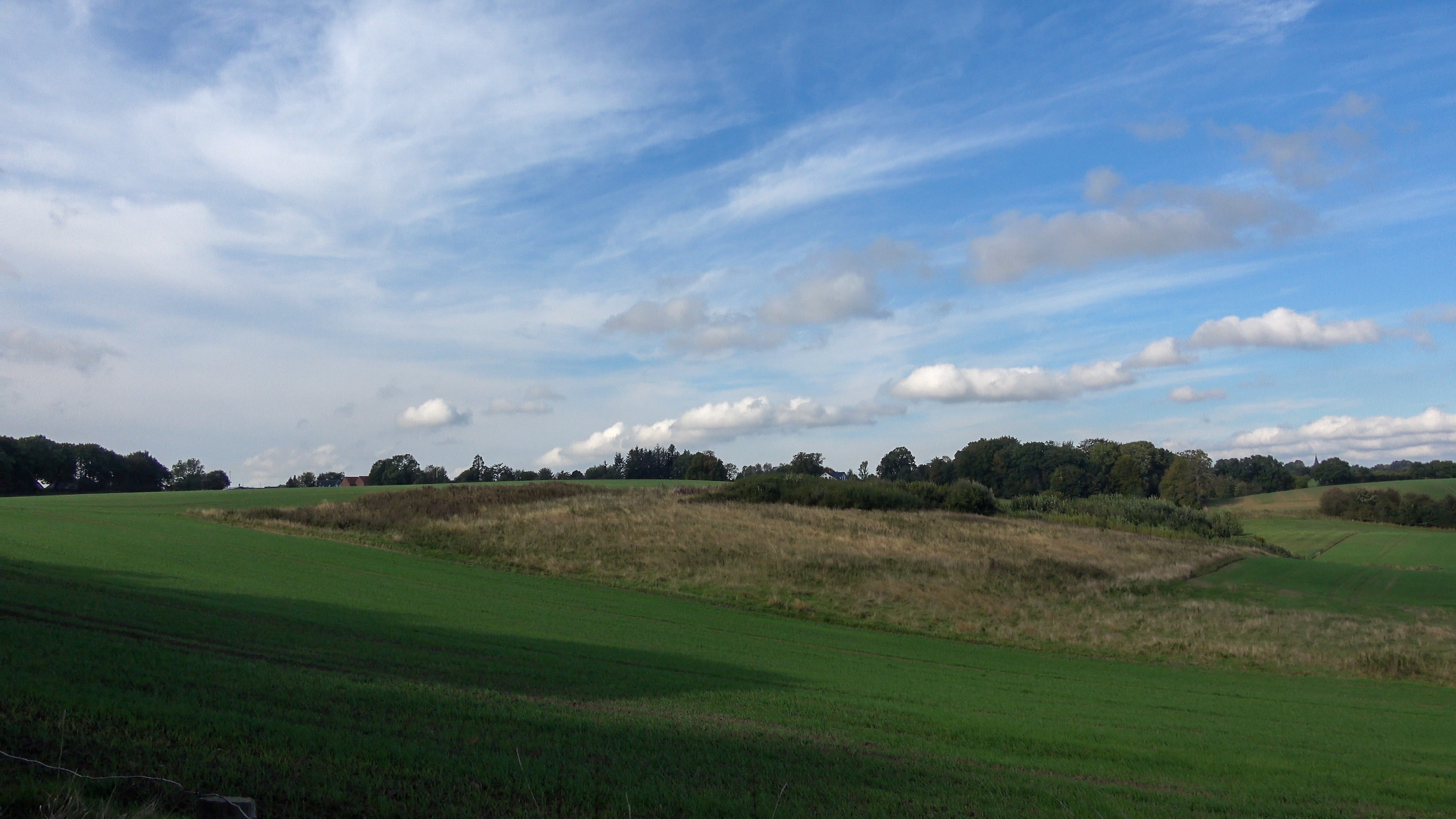
Ostrand von Padborg vom Gendarmstien gesehen
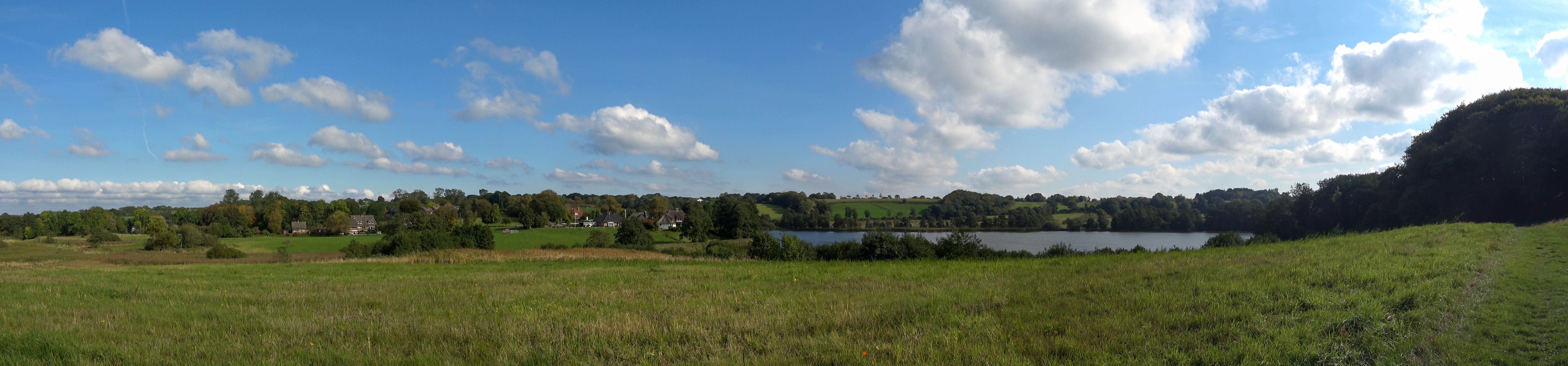
Niehuussee vom Gendarmstien gesehen
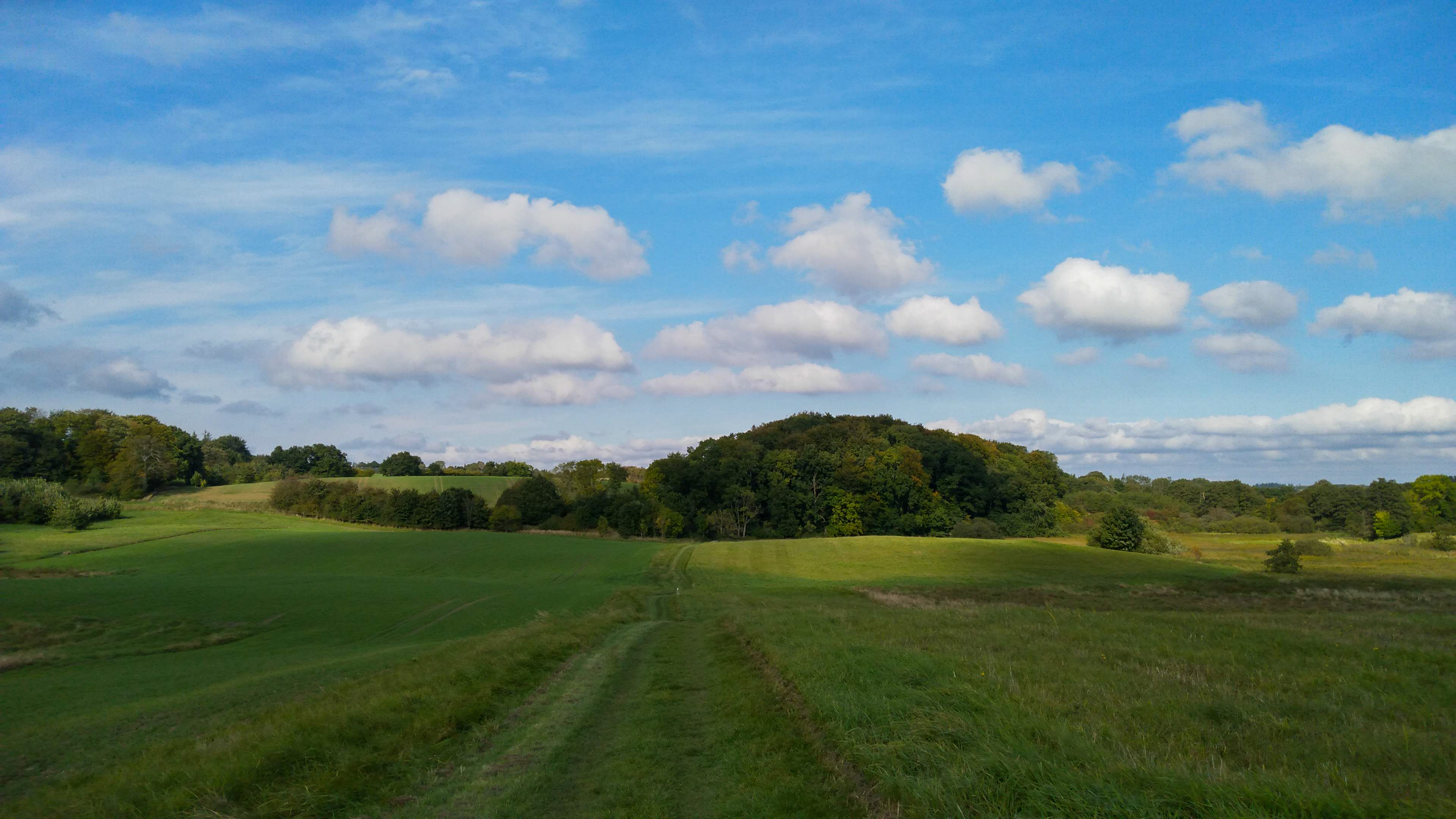
Gendarmstien östlich Padborg
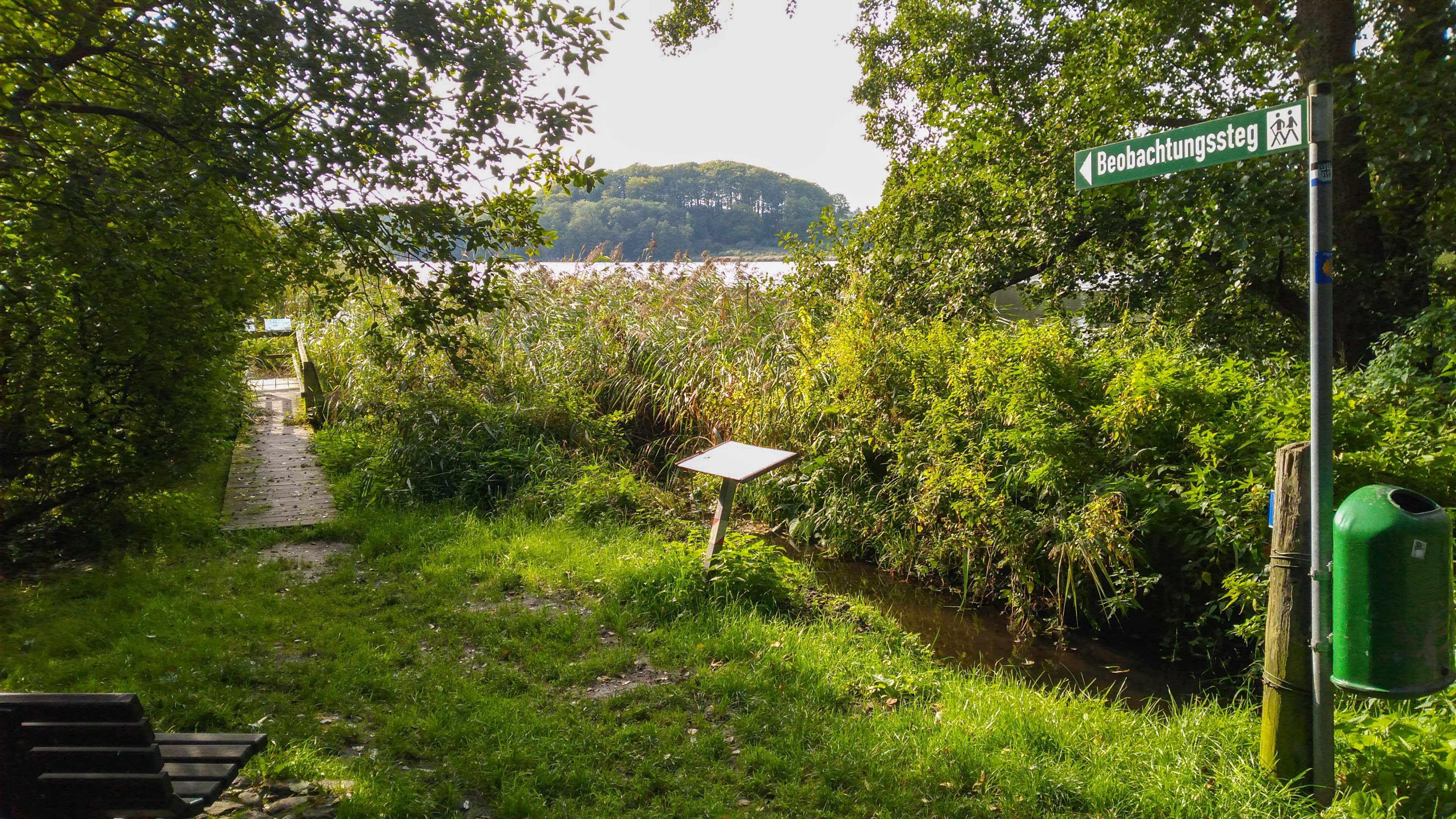
Beobachtungsplattform am Ostufer des Niehuussee
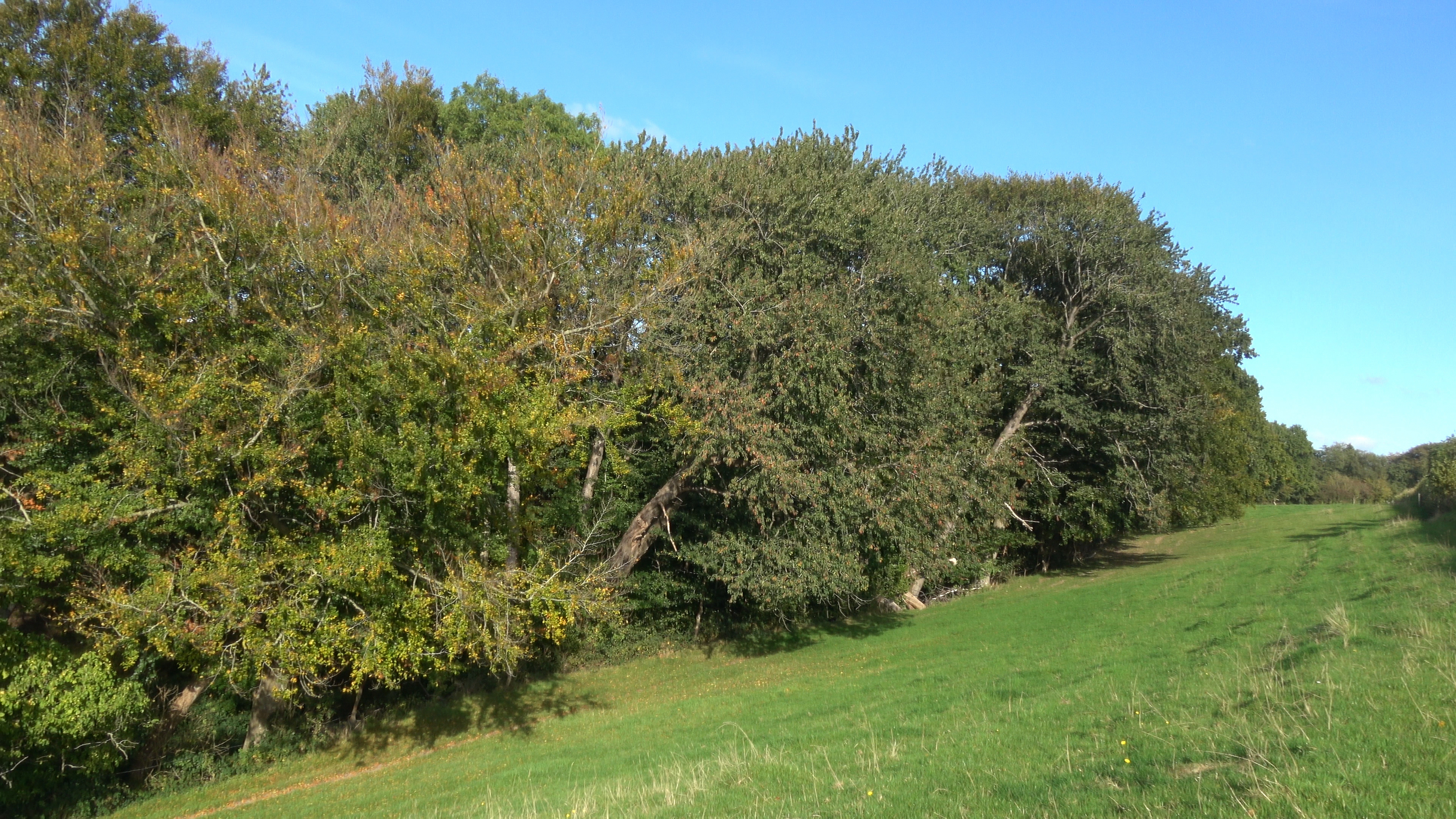
Schluchtenwald am Ostufer des Nuehussees
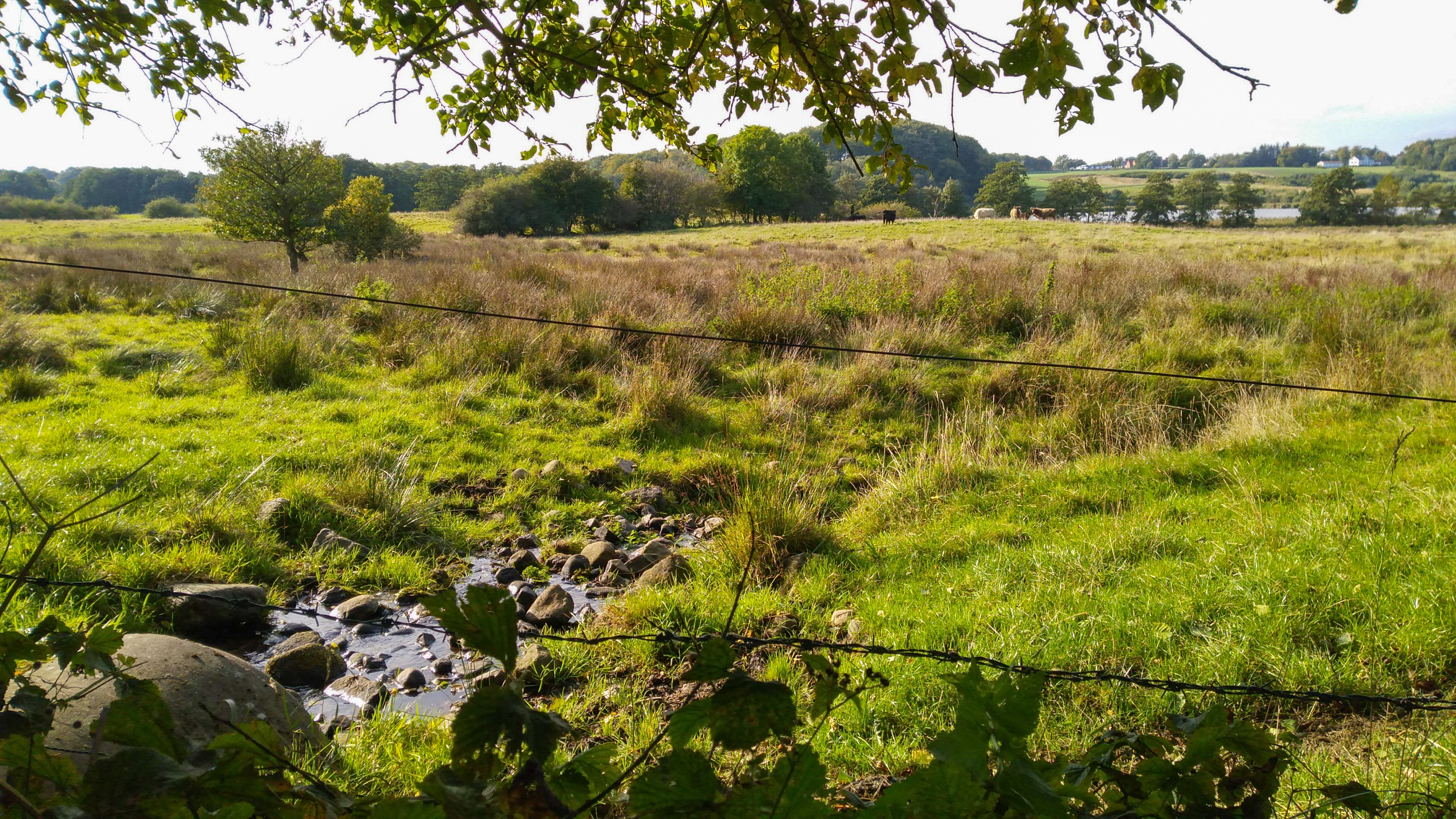
Exebach fließt Richtung Niehuussee

## Bildergalerie Teilgebiet Küpfermühle

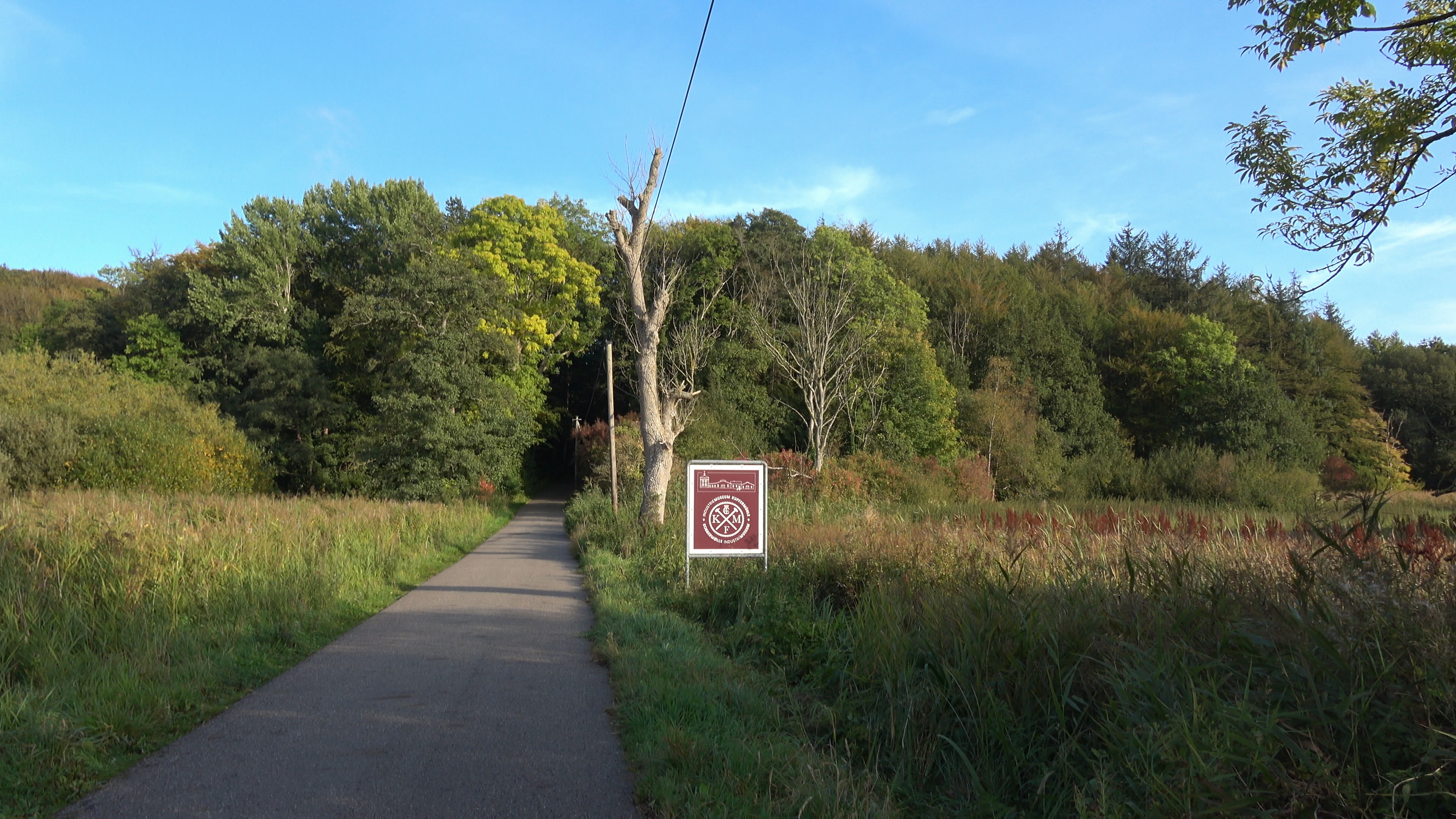
Teichweg von Kupfermühle (D) nach Krusau (DK)
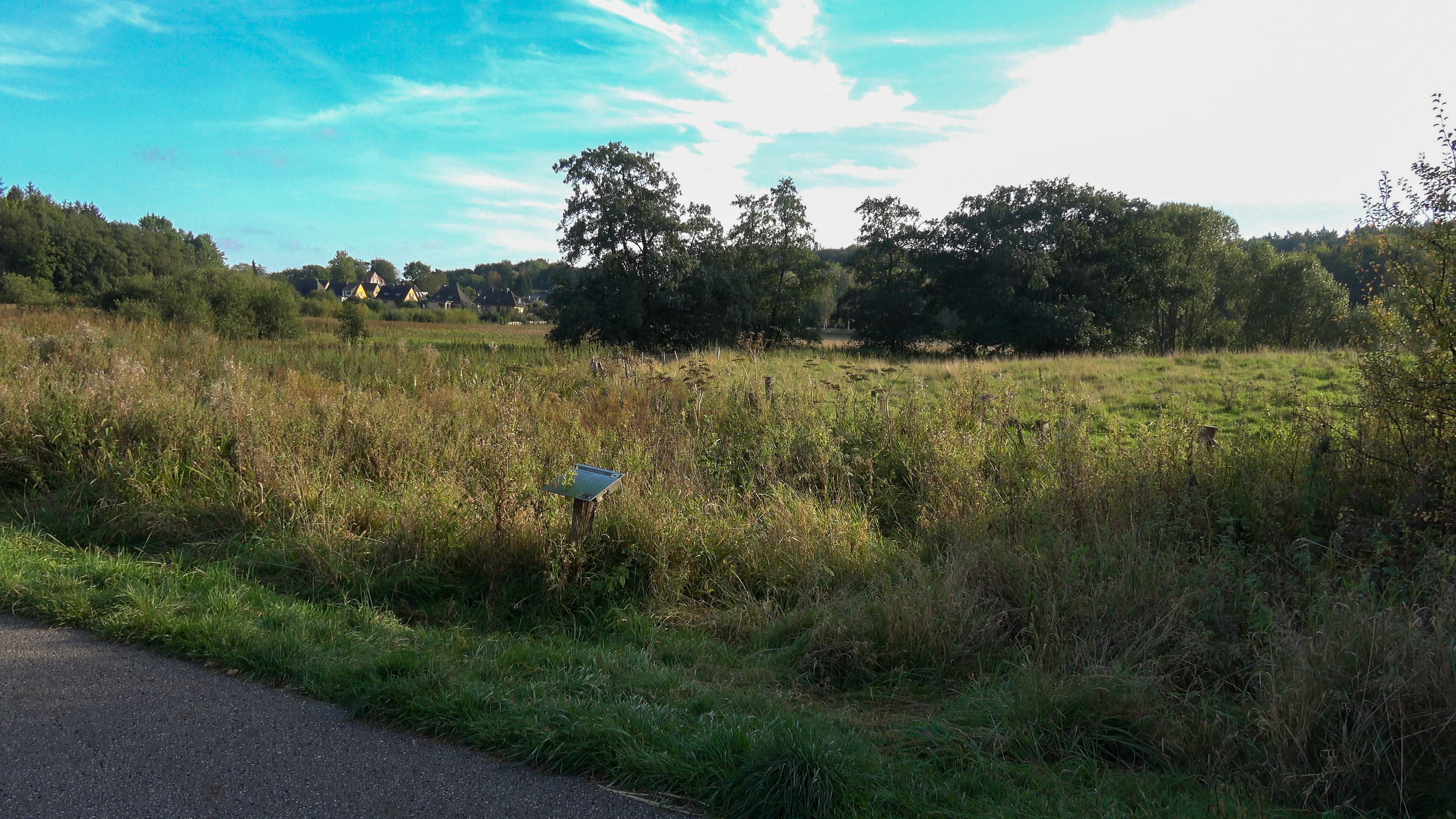
Weideland nördlich Kupfermühle
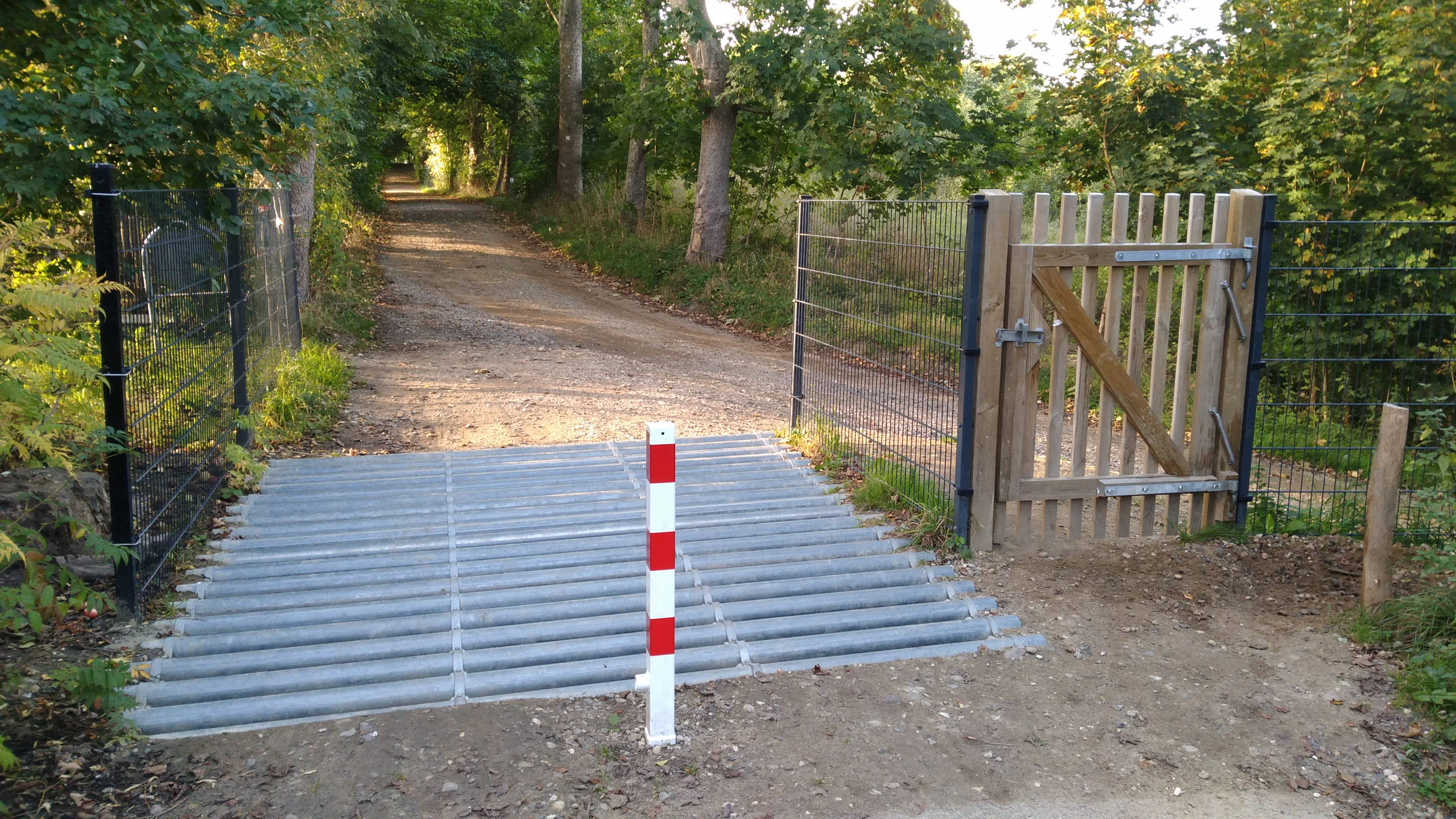
Kleiner Grenzübergang mit Wildschweinzaun am Teichweg
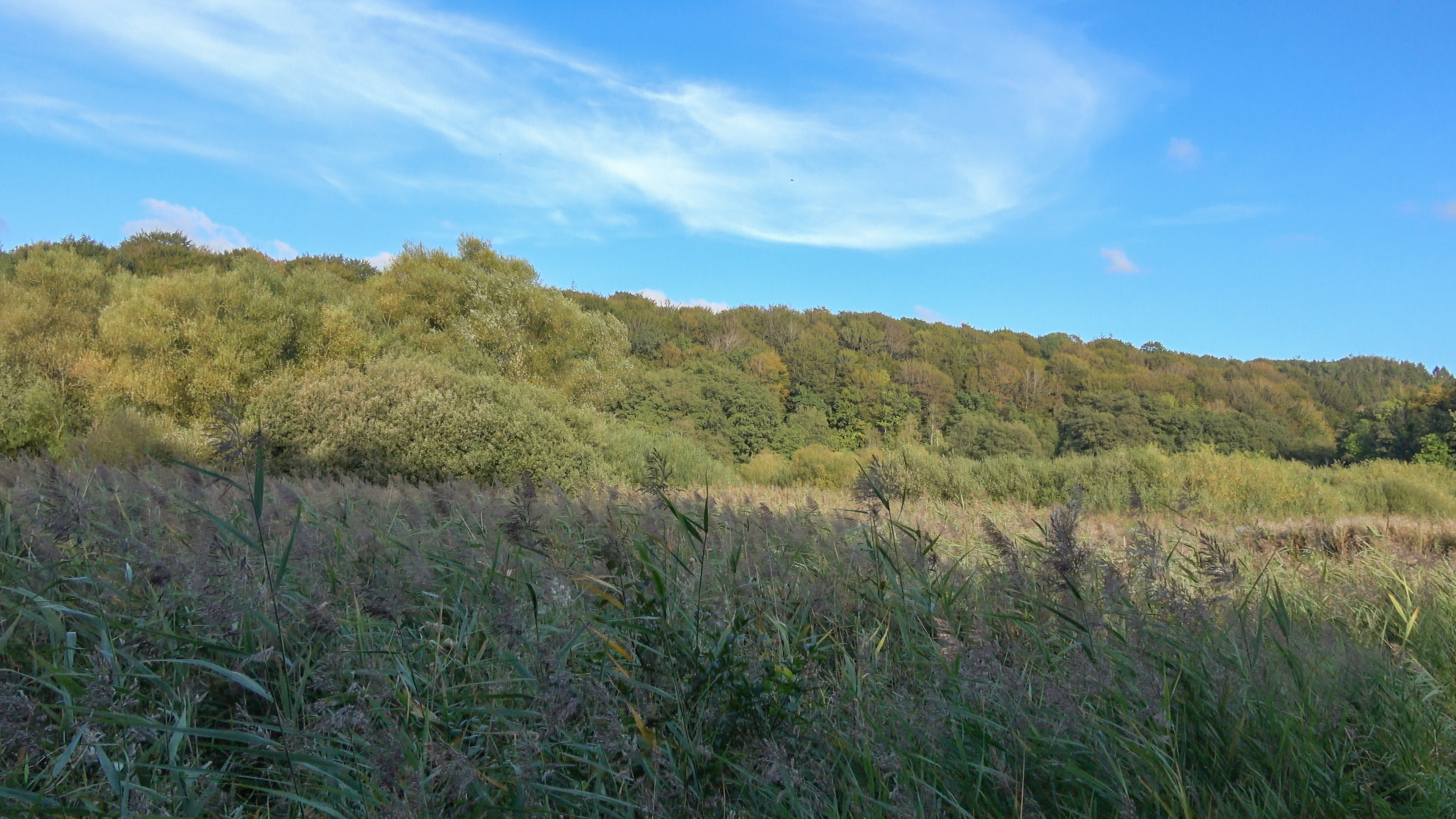
Bruchwald am Teichweg
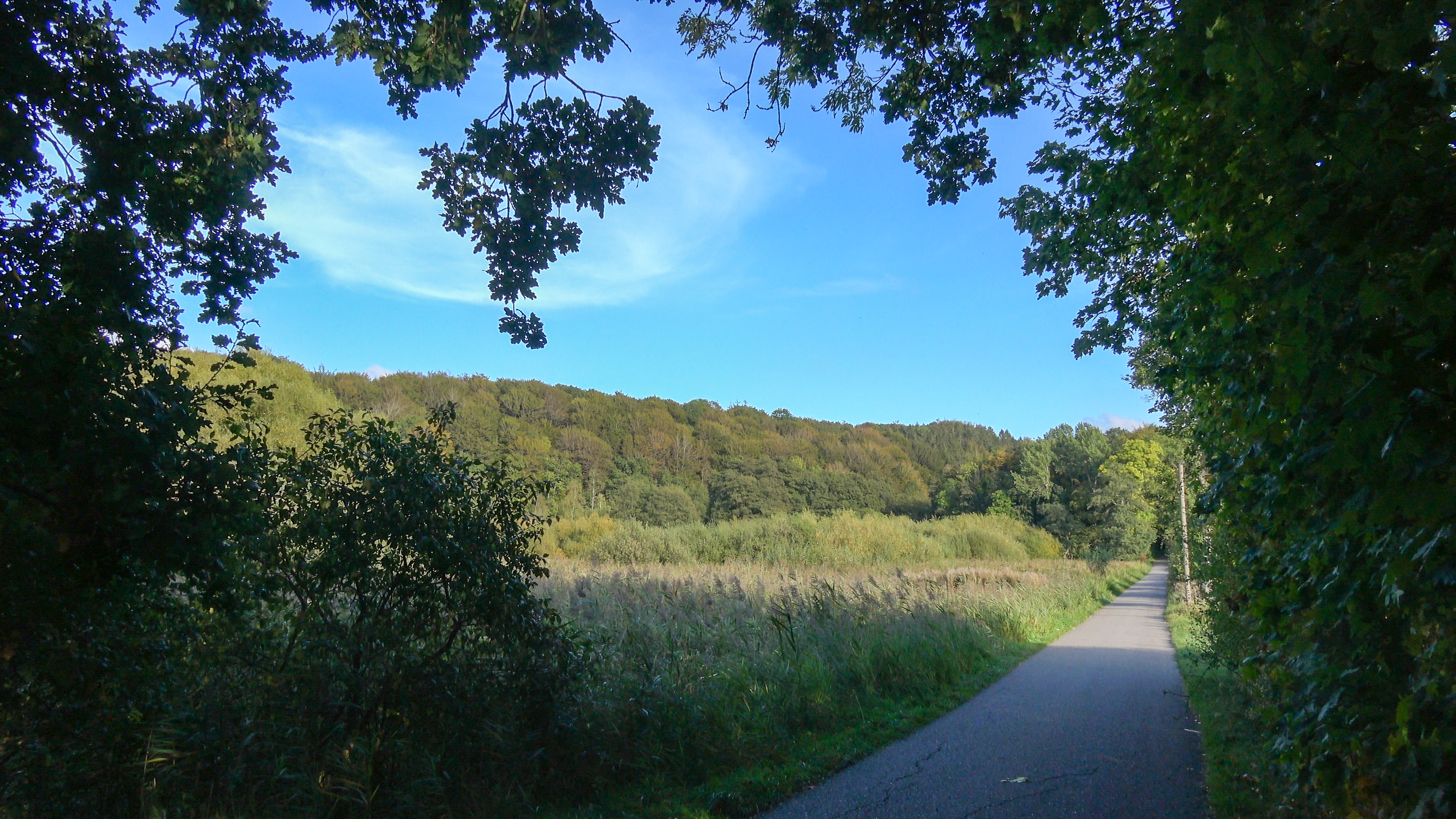
Teichweg von Kupfermühle (D) nach Krusau (DK)
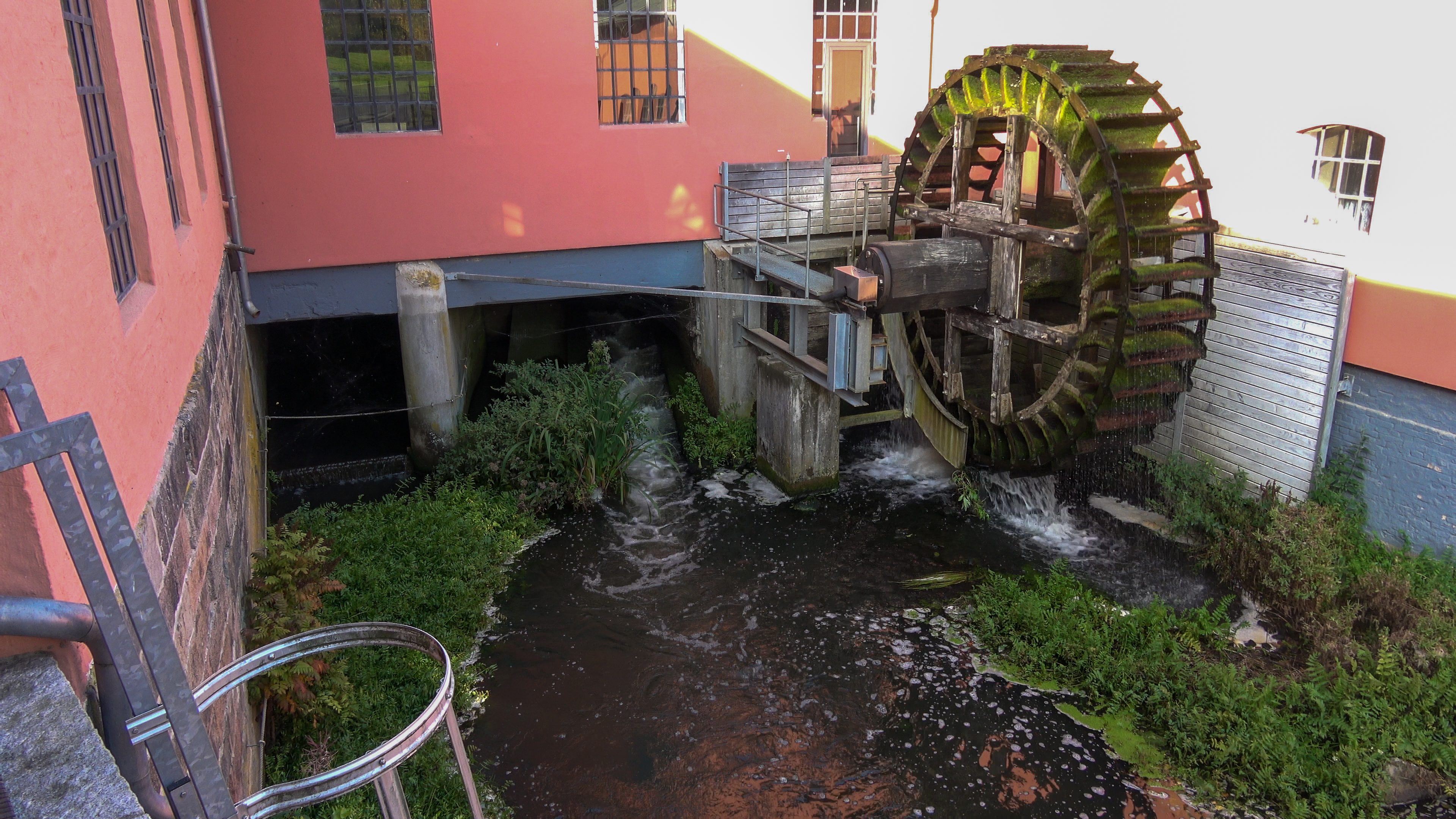
Wasserrad der Kupfermühle
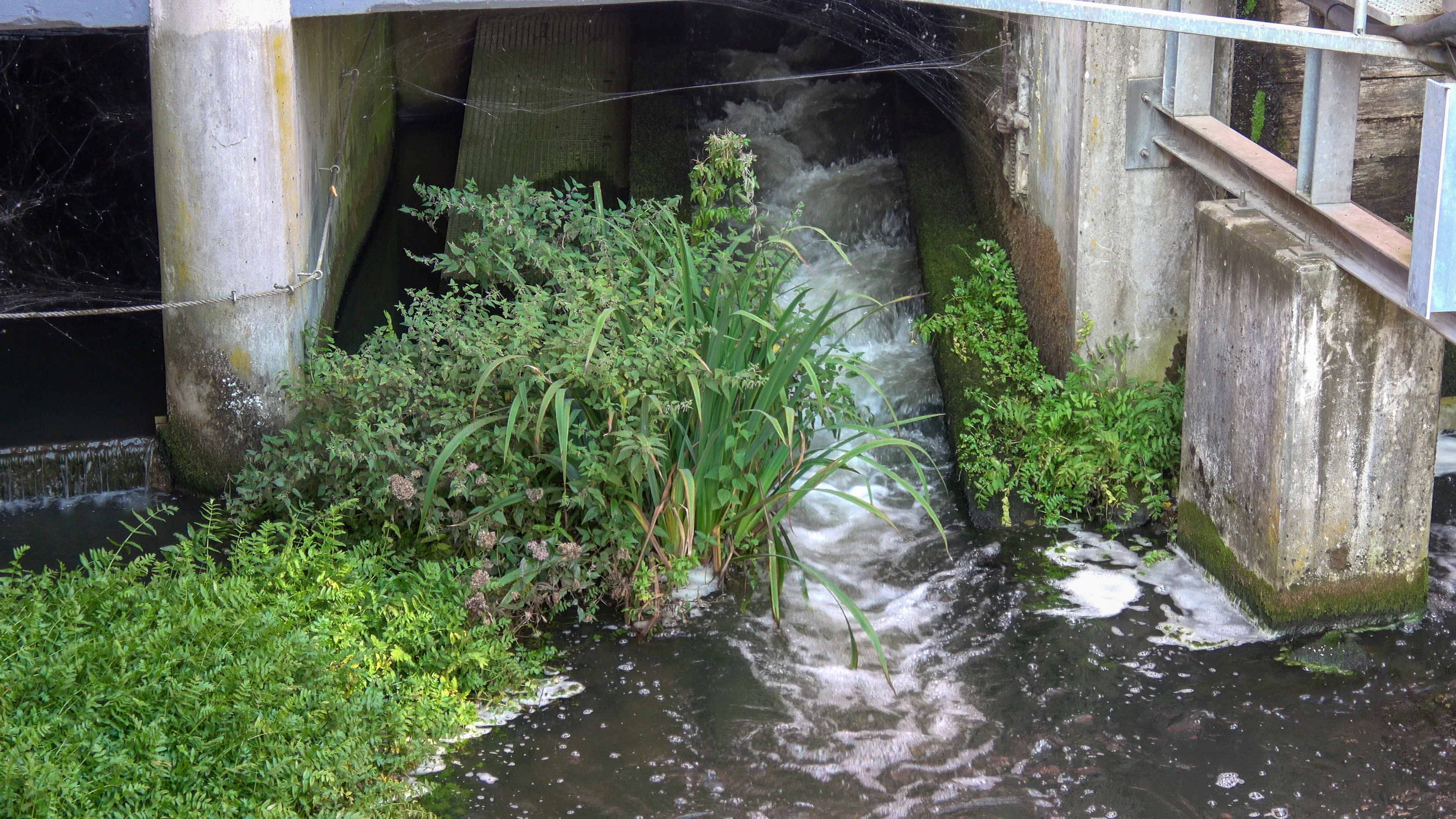
Fischtreppe der Kupfermühle
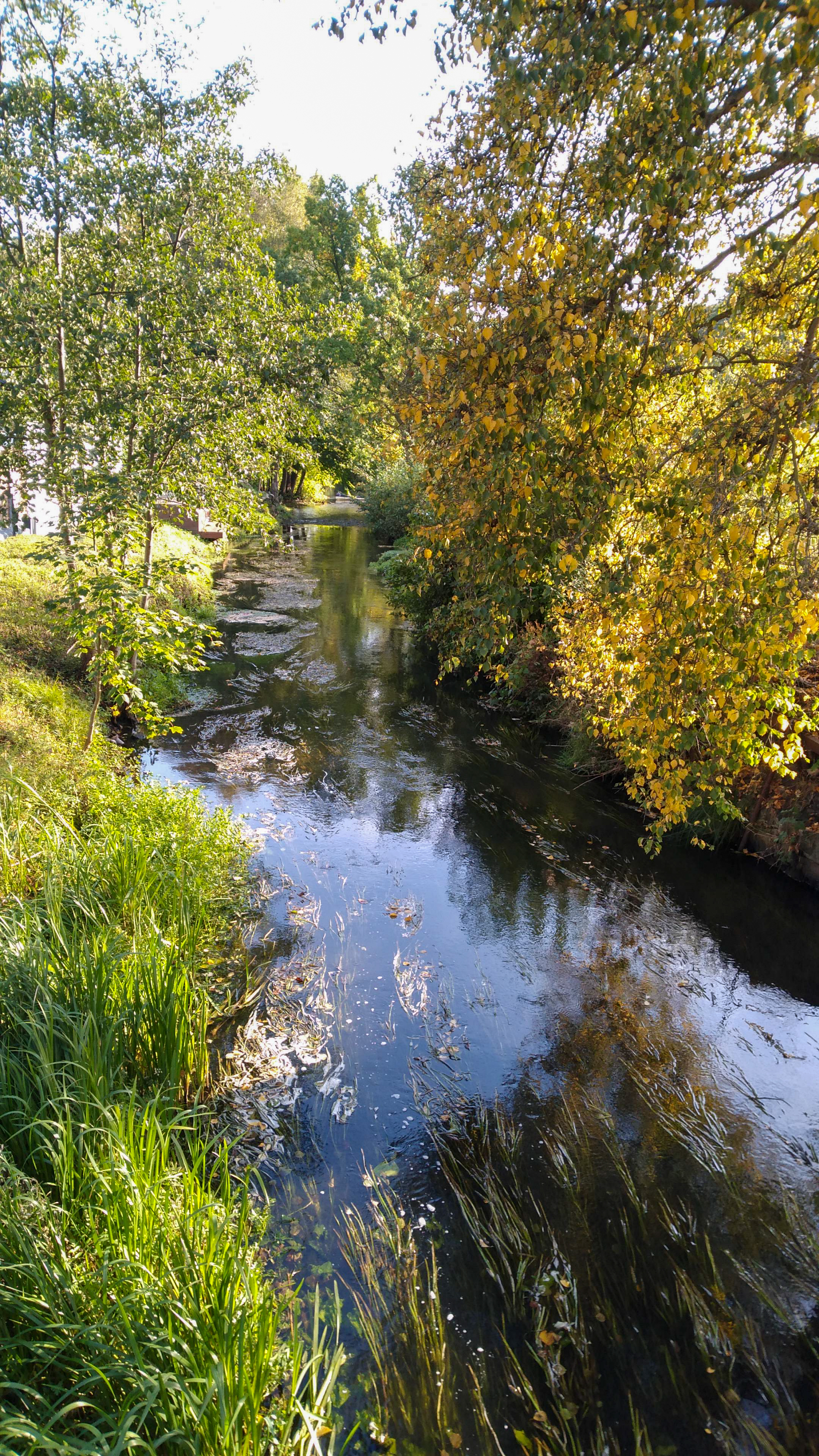
Krusau nach Verlassen der Kupfermühle
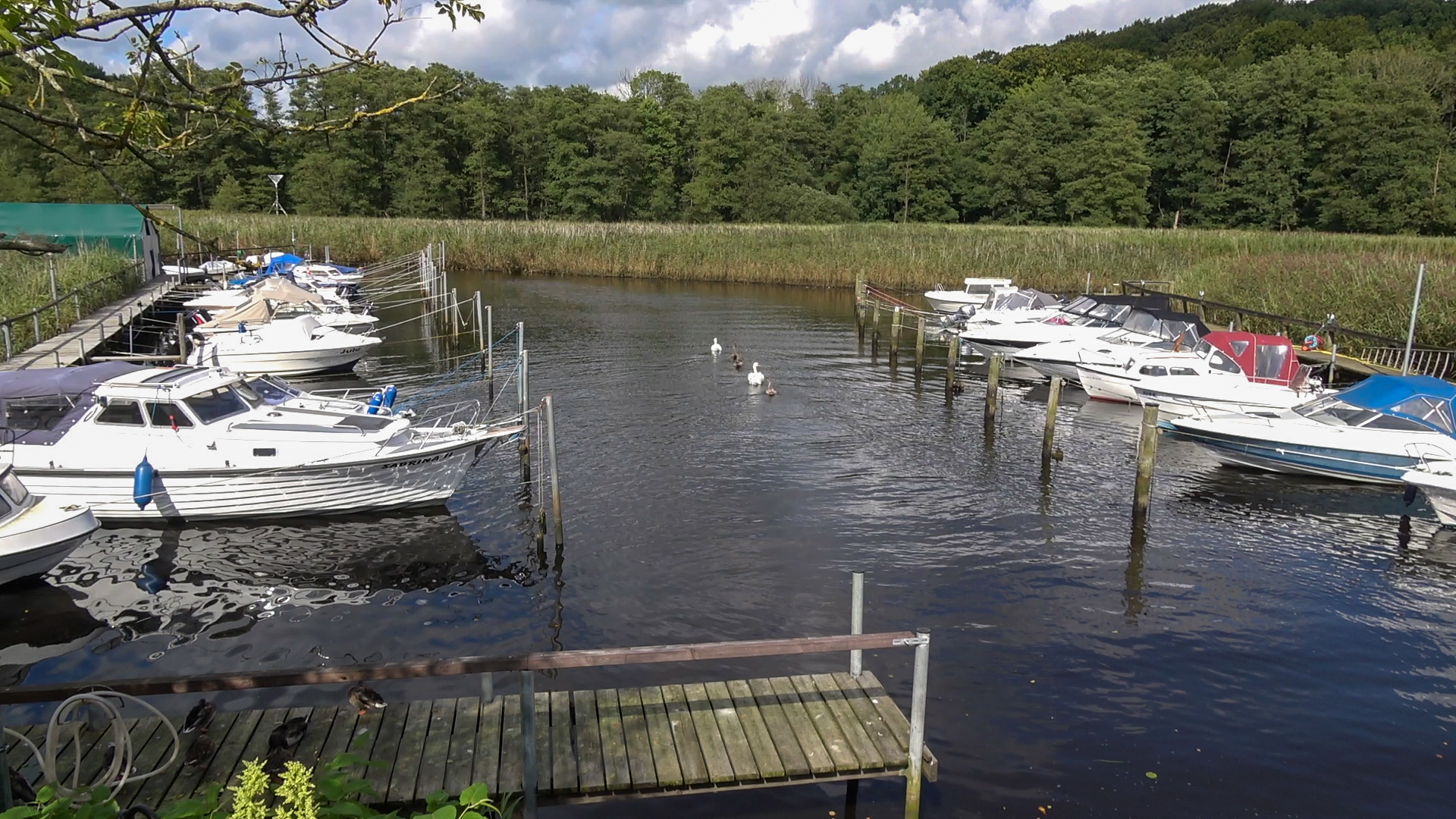
Mündung der Krusau in die Flensburger Förde
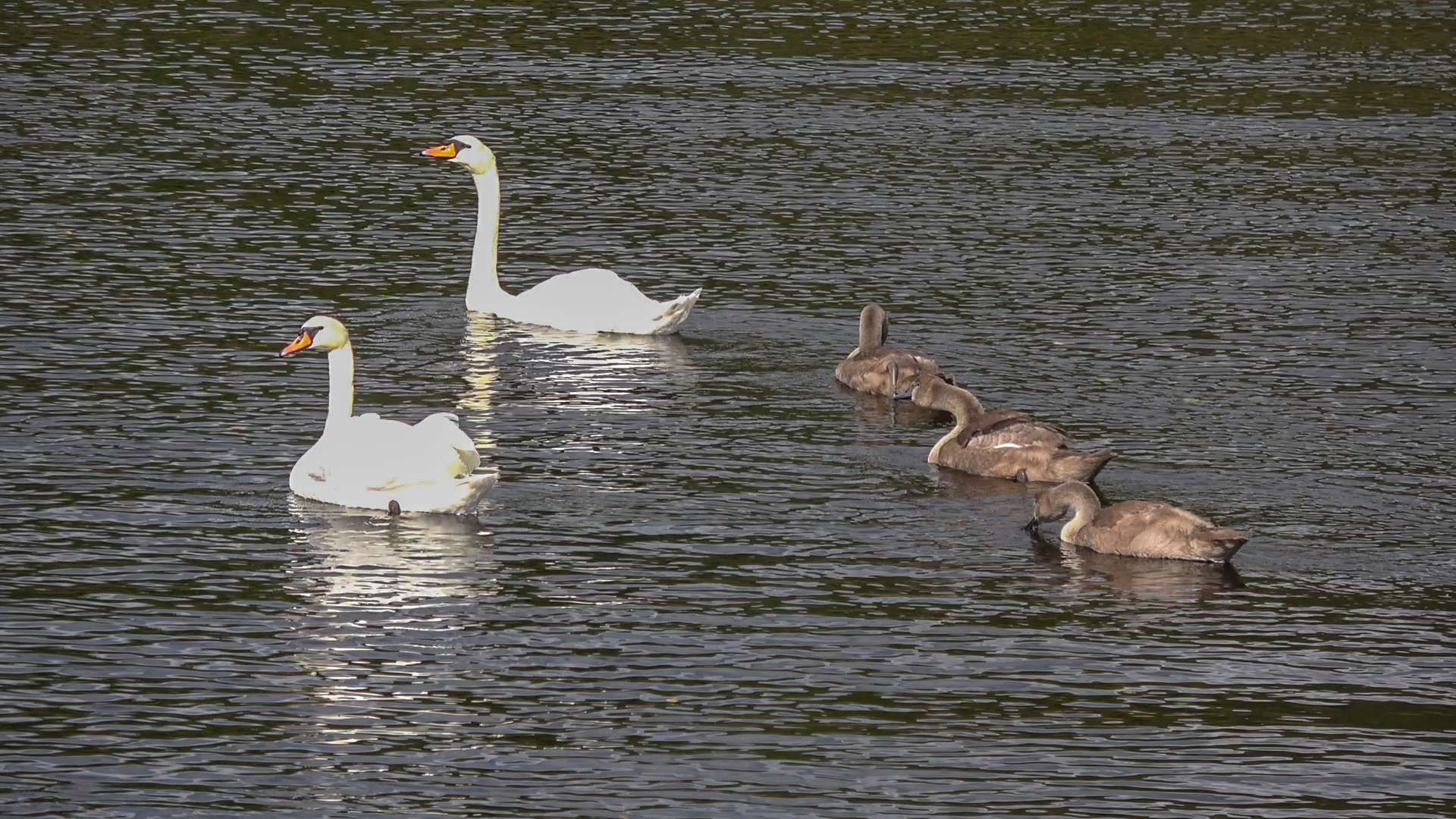
Schwanenfamilie in der Krusaumündung